# Aphaenogaster ruida
Aphaenogaster ruida är en myrart som beskrevs av Wheeler 1928. Aphaenogaster ruida ingår i släktet Aphaenogaster och familjen myror. Inga underarter finns listade i Catalogue of Life.